# Île Kupreanof
Pour les articles homonymes, voir Kupreanof.
L'île Kupreanof est une île située dans l'archipel Alexandre, en Alaska du  Sud-Est, aux États-Unis. La superficie de l'île est de 2 802 km2, ce qui fait d'elle la 13e plus vaste île des États-Unis et la 170e plus grande au monde. La péninsule Lindenberg, sur le versant sud est de l'île est considéré comme faisant partie de l'île même si cette péninsule est séparée de l'île par un petit détroit appelé le Duncan canal. Au recensement de 2000 la population était de 785 habitants. L'île se situe dans la région de recensement de Wrangell-Petersburg.
L'île est nommée en l'honneur du baron Ivan Koupreïanov, l'un des dirigeants de la Compagnie russe d'Amérique.
Le plus grand village de l'île se nomme Kake, il est situé sur le versant nord-ouest de l'île. L'autre village s'appelle Kupreanof, sur le versant est, en face du village de Petersurg sur l'île Mitkof.